# Brad Kavanagh
Pour les articles homonymes, voir Kavanagh.
Brad Lewis Kavanagh est un acteur et chanteur britannique, né le 21 août 1992 à Whitehaven. Il est notamment connu pour son rôle de Fabian Rutter dans la série Anubis (The House Of Anubis) avec Nathalia Ramos.

## Biographie
Brad a trouvé sa passion pour la comédie à l'âge de six ans, quand il a commencé ses cours de chant et quand il a rejoint un groupe de théâtre pour les enfants. Il a continué de suivre ces activités jusqu'à l'âge de neuf ans, quand il est apparu dans All My Sons d'Arthur Miller au théâtre, au bord du lac, où il dépeint le caractère américain Bert. À l'âge de onze ans, Brad a commencé un séjour de deux ans dans Billy Elliot : The Musical à Londres, où il a joué le meilleur ami de Billy, Michael. De 2006 à 2010, Brad a enregistré trois clips pour Disney Channel UK. Il est également apparu comme Dylan dans la courte série « Comme the Bell Rings ». Il est apparu dans l'arrière-scène en vedette dans A Christmas Carol, et dans Hannah Montana : The Movie.  
Brad est autodidacte à la batterie, piano, guitare, basse. Il aime aussi écrire et enregistrer ses propres chansons pendant son temps libre. Brad n'a pas encore appris à conduire et s'appuie constamment sur ses amis pour un tour - c'est ce qu'on appelle de l'un de ses tweets. Il a récemment travaillé sur son premier album à Los Angeles, à partir desquelles plusieurs de ses chansons ont déjà été entendues comme par exemple : Window, On My Mind, One in a Million...